# Takarafuji Daisuke
Takarafuji Daisuke (jap. 宝富士 大輔; * 18. Februar 1987 in der Präfektur Aomori), eigentlich Sugiyama Daisuke (杉山  大輔), ist ein Sumōringer in der japanischen Makuuchi-Division.

## Sumō-Karriere
Sugiyama ist seit 2008 Mitglied des Stalles Isegahama. Im März 2009 gab er sein Sumō-Debüt unter dem Ringnamen Takarafuji. Als Resultat verbuchte er ein 6-1, verlor aber insgesamt zwei Mal gegen Aoki (den späteren Maegashira Tokushōryū); ein Mal während des Turnieres und ein weiteres Mal im Playoff um den Turniersieg. Bei seinem zweiten Turnier gewann Takarafuji gegen Aoki und blieb an den ersten sechs Tagen ungeschlagen, unterlag am letzten Tag aber dem späteren Maegashira Takanoiwa und verfehlte das Yusho somit erneut. Im Juli 2009 debütierte er bereits in der Sandanme-Division und dieses Mal holte er mit einer perfekten 7-0 Bilanz den Titel. Auch in der dritthöchsten Division (Makushita), welche er nach nur drei Profi-Turnieren erreicht hatte, lieferte Takarafuji auf Anhieb sehr gute Ergebnisse, zu einem weiteren Turniersieg verhalfen diese jedoch nicht. Im Mai 2010 bekam er das erste Make-koshi seiner Karriere (3-4), welches ihn aber nicht davon abhielt, im kommenden Basho den Aufstieg in die Jūryō-Division perfekt zu machen.
Dort angekommen erreichte Takarafuji vier Kachi-koshi in Folge, die letztendlich den Aufstieg in die Makuuchi bedeuteten. Dort konnte er sich zu Beginn nicht etablieren und wurde mehrmals wieder in die Jūryō-Division zurückgestuft. Erst seit dem Januar 2013 kämpfte er ununterbrochen in der obersten Division. Beim Haru Basho 2013 gelang Takarafuji mit einem 11-4 sein bislang bestes Resultat und das, obwohl er bereits an den ersten sieben Tagen vier Mal verlor. Am Ende blieb ihm das Jun-Yusho hinter Turniersieger Hakuhō und die Beförderung zum Maegashira 3. Damit stand er im Mai 2013 erstmals San’yaku-Rikishi gegenüber, gegen die er größtenteils keine Chance hatte. Ein Jahr später startete Takarafuji als Maegashira 2 in einem neuen höchsten Karriere-Rang. Er verlor elf Kämpfe in Folge, gewann aber die restlichen vier. 
Im September 2014 besiegte Takarafuji (als Maegashira 4) gleich zwei Ōzeki (Kisenosato und Gōeidō) und erreichte zudem ein knappes Kachi-koshi (8-7). Beim folgenden Kyushu Basho wiederholte er dieses Ergebnis und schlug dieses Mal die Ōzeki Gōeidō und Kotoshōgiku. Im Januar 2015 ging Takarafuji als Maegashira 1 Ost in das Turnier, was für ihn zu diesem Zeitpunkt einen neuen höchsten Rang in seiner Karriere darstellte. Am zweiten Tag glückte ihm ein Sieg über Yokozuna Kakuryū, wofür er seinen ersten Kinboshi erhielt. Von Tag 3 bis Tag 8 musste er sechs Niederlagen hintereinander einstecken, gewann jedoch im Anschluss auch sechs Mal in Folge. So stand er nach 14 Turniertagen bei 7-7. Von einem Gewinn des letzten Kampfes hingen für Takarafuji sowohl die erstmalige Beförderung in die Sanyaku-Ränge als auch der Gewinn seines ersten Sanshō ab, doch er verlor am 15. Tag gegen Maegashira Sadanoumi. Im Mai 2015 erzielte er als Maegashira 1 ein 9-6 und konnte daher im Juli nun doch sein Debüt in San'yaku feiern. Dieses verlief jedoch weniger erfolgreich und endete mit einem zweistelligen Make-koshi.

## Kampfstatistik
| Jahr | Hatsu (Januar)         | Haru (März)              | Natsu (Mai)            | Nagoya (Juli)           | Aki (September)        | Kyushu (November)    |
| ---- | ---------------------- | ------------------------ | ---------------------- | ----------------------- | ---------------------- | -------------------- |
| 2009 | Maezumo 3-2            | Jonokuchi 25 West 6-1 D  | Jonidan 58 West 6-1    | Sandanme 91 Ost 7-0 Y   | Makushita 58 Ost 6-1   | Makushita 28 Ost 5-2 |
| 2010 | Makushita 20 Ost 5-2   | Makushita 12 West 6-1    | Makushita 2 West 3-4   | Makushita 5 West 5-2    | Juryo 12 West 9-6      | Juryo 7 West 9-6     |
| 2011 | Juryo 5 Ost 8-7        | abgesagt                 | Juryo 3 Ost 9-6        | Maegashira 10 West 4-11 | Juryo 1 West 9-6       | Maegashira 14 W 5-10 |
| 2012 | Juryo 2 Ost 10-5       | Maegashira 14 Ost 6-9    | Maegashira 16 Ost 9-6  | Maegashira 10 W 6-9     | Maegashira 12 W 5-10   | Juryo 1 West 9-6     |
| 2013 | Maegashira 14 West 9-6 | Maegashira 10 Ost 11-4 J | Maegashira 3 Ost 6-9   | Maegashira 7 Ost 9-6    | Maegashira 3 Ost 5-10  | Maegashira 8 Ost 8-7 |
| 2014 | Maegashira 7 Ost 7-8   | Maegashira 8 Ost 9-6     | Maegashira 2 West 4-11 | Maegashira 9 Ost 9-6    | Maegashira 4 Ost 8-7   | Maegashira 2 Ost 8-7 |
| 2015 | Maegashira 1 Ost 7-8   | Maegashira 2 West 8-7    | Maegashira 1 Ost 9-6   | Komusubi 1 Ost 4-11     | Maegashira 4 West 4-11 |                      |